# Inge Höger
Inge Höger (Diepholz, 1950. október 29. –) német politikus. 2005 óta a Bundestag tagja. 1973-ban üzemgazdasági diplomát szerzett a brémai gazdasági főiskolán. A Munka és Szociális Igazság Párt egyik alapítója. 2005 júniusában a PDS tagja lett.

## Fordítás
- Ez a szócikk részben vagy egészben  az   Inge Höger című német Wikipédia-szócikk fordításán alapul.  Az eredeti cikk szerkesztőit annak laptörténete sorolja fel. Ez a jelzés csupán a megfogalmazás eredetét és a szerzői jogokat jelzi, nem szolgál a cikkben szereplő információk forrásmegjelöléseként.